# Основное уравнение гидростатики

Основное уравнение гидростатики

Основным законом (уравнением) гидростатики называется уравнение:
{\displaystyle {\frac {p}{\rho g}}+z=H=const},
где
{\displaystyle p} — гидростатическое давление (атмосферное или избыточное) в произвольной точке жидкости,
{\displaystyle \rho } — плотность жидкости,
{\displaystyle g} — ускорение свободного падения,
{\displaystyle z} — высота точки над плоскостью сравнения (геометрический напор),
{\displaystyle H} — гидростатический напор.
Для двух уровней жидкости I и II уравнение примет вид:
{\displaystyle z_{1}+{\frac {p_{1}}{\rho g}}=z_{2}+{\frac {p_{2}}{\rho g}}},
Уравнение показывает, что гидростатический напор во всех точках покоящейся жидкости является постоянной величиной.
Иногда основным законом гидростатики называют принцип Паскаля.